# Stúpa osvícení (Těnovice)
Stúpa osvícení je první buddhistická stúpa na území České republiky. Nachází se nedaleko obce Těnovice v Plzeňském kraji. Byla postavena a inaugurována v roce 2014 pod vedením lamy Šeraba Gjalcchena rinpočheho z Nepálu a lamy Oleho Nydahla z Dánska. 

## Popis
Je situována na vyvýšeném místě, odkud je téměř kruhový rozhled po krajině. Hlavním materiálem je žula, měří na výšku sedm metrů a tvarem, který je v dolní části široký a nahoře se zužuje, připomíná sedícího Buddhu. Nemá vnitřní prostory, je naplněna srolovanými mantrami a figurkami. V horní části je umístěná soška Buddhy, která je viditelná. Od vrcholu stúpy vedou praporky, které mají zachycovat přání lidí. V těsné blízkosti  se nachází Centrum buddhismu Diamantové cesty, které stavbu vybudovalo.